# Sun Tower (Vancouver)

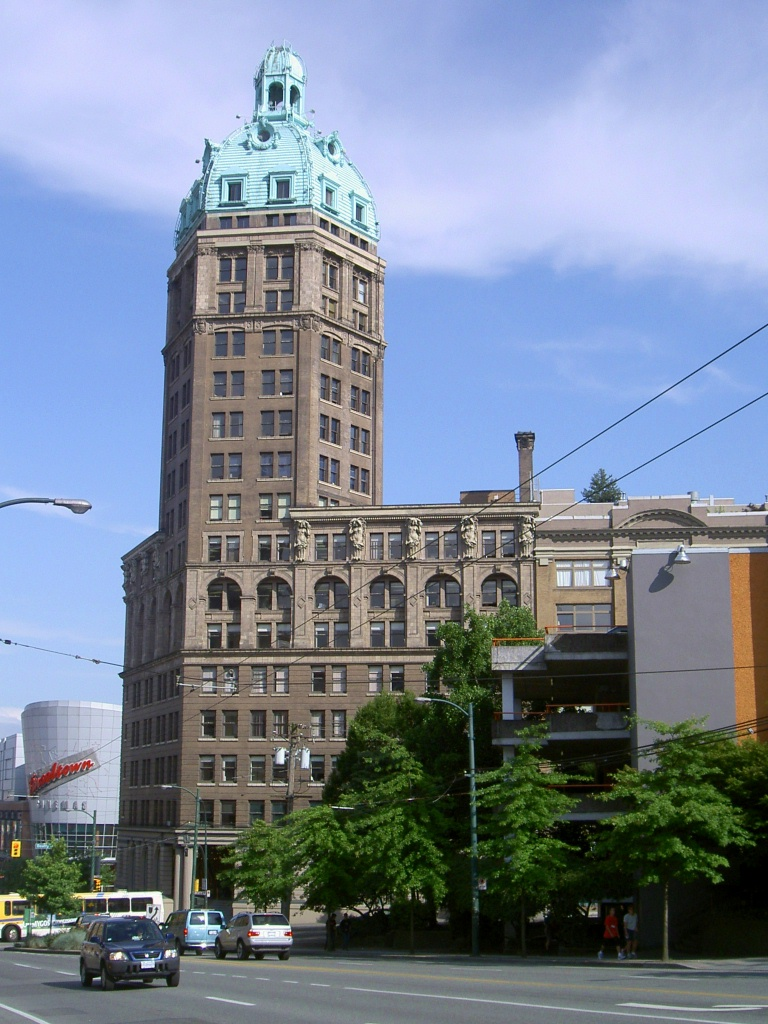
Sun Tower

Der Sun Tower ist ein Hochhaus im Stadtteil Downtown der kanadischen Stadt Vancouver. Es ist 82 Meter hoch, besitzt 17 Stockwerke und ist im Beaux-Arts-Stil erbaut. Die Adresse lautet 100 West Pender Street. Markantester Teil des Gebäudes ist die grün gestrichene Kuppel auf dem Turm. Neun Musen stützen das Gesims. Die Terrakotta-Ziegel stammen aus Tamworth in England.
Das Gebäude wurde 1912 im Auftrag von Louis Denison Taylor für die Zeitung Vancouver World errichtet und hieß zu Beginn World Building. Bis 1914 war es das höchste Gebäude im gesamten Britischen Empire und von 1914 bis 1930 war es immer das höchste Gebäude der Stadt, bevor es vom Hotel Vancouver als abgelöst höchstes Gebäude der Stadt wurde. Als die Zeitung The Vancouver Sun im Jahr 1937 das Gebäude kaufte, wurde es in Sun Tower umbenannt.
Teile der Fernsehserie The Crow: Stairway to Heaven wurden im Sun Tower gedreht.